# Brygada Żydowska
Brygada Żydowska (ang. Jewish Brigade, hebr. ‏הַבְּרִיגָדָה הַיְּהוּדִית‎) – brytyjska formacja zbrojna złożona z Żydów podczas II wojny światowej.

## Geneza
Po wybuchu II wojny światowej, już we wrześniu 1939, przewodniczący Agencji Żydowskiej, Dawid Ben-Gurion, zadeklarował chęć walki w tym konflikcie zbrojnym. Z kolei prezydent Światowej Organizacji Syjonistycznej Chaim Weizman zaoferował rządowi brytyjskiemu pełną współpracę żydowskiej społeczności w Palestynie i rozpoczął negocjować utworzenie żydowskiej jednostki wojskowej w ramach brytyjskiej armii, która walczyłaby pod żydowskimi sztandarami. Jego propozycja została wprawdzie odrzucona, ale Brytyjczycy w maju 1940 w Palestynie sformowali trzy samodzielne kompanie piechoty złożone z miejscowych Żydów. Jednocześnie kilka tysięcy Żydów wstąpiło do brytyjskiej armii, spośród których we wrześniu 1940 r. zorganizowano piętnaście batalionów. Wzięły one udział w walkach z Niemcami w Grecji w kwietniu 1941 r.

## Palestinian Regiment
6 sierpnia 1942 Brytyjczycy sformowali Palestinian Regiment złożony z trzech żydowskich batalionów piechoty i jednego arabskiego. 28 września został on przydzielony do Królewskiego Pułku East Kent (The Buffs). Palestinian Regiment został użyty do służby ochronnej i wartowniczej na obszarze Egiptu, a następnie w Cyrenajce. Żołnierze domagali się jednak udziału w walce z Niemcami pod własną flagą.

## Brygada Żydowska
Po ujawnieniu przez aliantów wstępnych raportów dotyczących niemieckich zbrodni na ludności żydowskiej podbitych krajów (Holocaust), brytyjski premier Winston Churchill wysłał osobisty telegram do prezydenta USA Franklina Delano Roosevelta, w którym stwierdził, że Żydzi mają prawo walczyć z Niemcami. Amerykański prezydent zgodził się z tą sugestią. W rezultacie 3 lipca 1944 brytyjski rząd ogłosił sformowanie brygady żydowskiej złożonej z Żydów i brytyjskich oficerów. Tworzenie formacji rozpoczęło się 20 września tego roku. Ostatecznie w listopadzie zorganizowano Samodzielną Żydowską Grupę Brygadową w składzie trzech batalionów piechoty oraz pododdziałów wsparcia i służb. Liczyła ona 5-5,5 tys. żołnierzy pochodzenia żydowskiego, pochodzących z kilkudziesięciu krajów z całego świata, w tym uciekinierów z krajów podbitych przez Niemców. Na jej czele stanął brygadier Ernest Benjamin, który był kanadyjskim Żydem. Żołnierze na prawym ramieniu munduru nosili plakietkę z flagą żydowską. Do hymnu jednostki wykorzystano melodię „Marsza Pierwszej Brygady”. Po początkowym szkoleniu w Egipcie formacja została przerzucona do południowych Włoch, gdzie przeszła bardziej intensywne ćwiczenia. Żydzi 5 marca 1945 weszli do walki z Niemcami w ramach brytyjskiej 8 Armii. Objęli pozycje obronne nad rzeką Senio w rejonie miejscowości Alfonsine. Walki ograniczały się do starć patroli i dokonywania zasadzek w celu brania jeńców. Od 14 do 21 kwietnia tego roku uczestniczyli w walkach o Bolonię jako rezerwa X Korpusu. Po zakończeniu wojny stacjonowali w Tarvisio, leżącym przy zbiegu granic włoskiej, austriackiej i jugosłowiańskiej. Zajmowali się wówczas przede wszystkim w ramach Bricha pomocą Żydom ocalałym z Holocaustu, którzy chcieli przedostać się do Palestyny. Ponadto objęli opieką grupę ok. 800 ocalałych dzieci żydowskich, zgrupowanych w alpejskiej miejscowości Selvino. Wiadomo też, że spośród żołnierzy Brygady były tworzone oddziały egzekucyjne, poszukujące byłych esesmanów zaangażowanych w Holocaust. W lipcu 1945 r. Brygada została przeniesiona do Belgii i Holandii. W Antwerpii uczestniczyła w paradzie zwycięstwa. Ostatecznie rozwiązano ją w sierpniu 1946.
Wielu żołnierzy służących podczas II wojny światowej w różnych żydowskich jednostkach wojskowych, a na końcu w Brygadzie Żydowskiej zajęło później wysokie stanowiska w siłach zbrojnych niepodległego Izraela.

## Skład organizacyjny Brygady Żydowskiej
- 1 batalion Żydowski
- 2 batalion Żydowski
- 3 batalion Żydowski
- 200 Królewski Pułk Artylerii (jedna bateria żydowska)
- 634 Królewska Kompania Saperów
- kompania łączności